# Памятник воинам-землякам (Юрюнг-Кюель)
Памятник воинам-землякам, погибшим в годы Великой Отечественной войны (1941—1945 гг.) — памятник в селе Юрюнг-Кюёль, Хадарского наслега, Чурапчинского улуса, Республики Саха (Якутия) посвящённый участникам Великой Отечественной войны. Является объектом культурного наследия местного (муниципального) значения.

## Общее описание
Расположен по адресу: Республика Саха (Якутия), Чурапчинский улус (район), Хадарский наслег, с. Юрюнг-Кюель, ул. Озерная, 23 «Б». Памятник был открыт в 1970 году.
Памятник состоит из:
- Обелиск железобетонный;
- Тумбы железобетонные;
- Звезда бетонная пятилучная;
- Композиция металло-листовая в форме стерхов в воздухе;
- Памятные таблички деревянные в количестве 2 штук, надпись «1941-1945»;
- Таблички металло-листовые, высечены имена 67 не вернувшихся солдат с полей Великой Отечественной войны (1941—1945 гг.)[1].

## История
По архивным данным в годы Великой Отечественной войны из Хадарского наслега на защиту Родины было отправлено 108 жителей, из которых 67 человек погибли и пропали без вести на полях сражений, 41 человек вернулись на Родину в Якутию к мирной жизни. На трудовой фронт было направлено 27 человек.

## Особенности памятника
В 1970 году, в дни празднования 25 летия Великой Победы, для увековечения памяти о погибших и участниках Великой Отечественной войны в селе Юрюнг-Кюёль на улице Озёрная был установлен памятник воинам-землякам. Авторами этого архитектурного культового сооружения являются Иван Семёнович Лукин и В. А. Никонов.
Памятник представляет собой обелиск пятигранной формы, в основании которого установлены пять тумб. Высота обелиска 7 метров. Сверху сам памятник увенчан пятиконечной звездой выкрашенной в красный цвет. Круг из листового металла со стрехами опоясывает верхнюю часть обелиска. На лицевой стороне памятника установлены две таблички из дерева с цифрами «1941-1945». На пяти тумбах размещены памятные металлические таблички с именами 67 павших и без вести пропавших воинов. Сам памятник покрашен в белый цвет, а элементы — золотистый и красный. Деревянный забор огораживает территорию мемориальной зоны.

## Фото
- Яндекс фото Архивная копия от 6 сентября 2021 на Wayback Machine